# نابودی به خاطر یک رقصنده
نابودی به خاطر یک رقصنده (انگلیسی: Falling for a Dancer) یک فیلم تلویزیونی ایرلندی در سبک درام و رومانتیک است. این فیلم درام، شامل ۴ اپیزود ۵۰ دقیقه‌ای می‌باشد که در سال ۱۹۹۸ منتشر شد.